# Байгазиев, Елеман
Елема́н Байгази́ев, другой вариант имени Елама́н (каз. Еламан Байғазиев; 1927 год, село Кайрат — 1989 год) — передовик производства, сталевар мартеновского цеха Казахского металлургического завода, Карагандинская область, Казахская ССР. Герой Социалистического Труда (1958). Заслуженный металлург Казахской ССР (1965).

## Биография
Родился в 1927 году в крестьянской семье в селе Кайрат (ныне — Жуалынский район Жамбылской области).
По окончании школы фабрично-заводского обучения трудился с 1945 года на металлургическом заводе в городе Ревда Свердловской области. Потом участвовал на строительстве металлургического завода в Темиртау. С 1947 года — сталевар мартеновского цеха Казахского металлургического завода в Караганде.
С 1953 года — мастер скоростного сталеварения. В 1958 году удостоен звания Героя Социалистического Труда за выдающиеся трудовые достижения. В 1958 году участвовал в первой плавке на Темиртауском металлургическом заводе. Был инициатором движения «плавка дружбы».
Скончался в 1989 году.
Награды
- Герой Социалистического Труда — указом Президиума Верховного Совета СССР от 19 июля 1958 года
- Орден Ленина